# IC 763
IC 763 је спирална галаксија у сазвјежђу Береникина коса која се налази на листи објеката дубоког неба у Индекс каталогу.
Деклинација објекта је + 25° 48' 43" а ректасцензија 12h 8m 15,2s. Привидна величина (магнитуда) објекта IC 763 износи 14,5 а фотографска магнитуда 15,3. IC 763 је још познат и под ознакама MCG 4-29-35, CGCG 128-38, NPM1G +26.0268, PGC 38525.